# Theo Holm
Pour les articles homonymes, voir Holm.
Herman Theodor Holm dit Theo Holm, né le 3 février 1854 à Copenhague et mort le 26 décembre 1932 à Washington D.C., est un explorateur, botaniste, agriculteur et phytopathologiste dano-américain.
Ses travaux portent principalement sur les plantes de l'Arctique et des Rocheuses, en particulier sur la taxonomie et la morphologie. Il a publié plus de 150 articles reflétant ses recherches, notamment une série d'études sur les cypéracées et les plantes médicinales d'Amérique du Nord,.

## Biographie
Herman Theodor Holm est né à Copenhague, au Danemark. Il étudie la botanique à l'Université de Copenhague sous la direction du professeur Eugenius Warming et obtient son diplôme en 1880. En 1882-1883, il participe à l'expédition à bord du navire danois Dijmphna sur le territoire entre la Russie et le pôle Nord pendant la première Année polaire internationale. Le navire reste coincé dans les glaces pendant un certain temps dans la mer de Kara,. Il explore aussi la flore de l'ouest du Groenland en tant qu'assistant d'Eugenius Warming, avec Carl Hartwig Ryder sr la canonnière Fylla en 1884.
Il émigre aux États-Unis et arrive à New York le 12 avril 1888. Il est bientôt employé comme botaniste adjoint par le Musée national des États-Unis. En 1893, il obtient la citoyenneté américaine. De 1893 à 1897, il est pathologiste adjoint au Département de l'Agriculture des États-Unis (USDA). Il obtient son doctorat en botanique de l'Université catholique d'Amérique à Washington D.C. en 1902. Il a ensuite déménagé dans la campagne de Brookland et plus tard à Clinton dans le Maryland. Il travaille alors comme assistant botaniste pour la Smithsonian Institution et l'USDA. Bien que luthérien, il rejoint en 1932 la faculté de l'Université catholique d'Amérique, mais meurt peu de temps après.

## Hommage
L'espèce de petits roseaux Calamagrostis holmii de Lange porte son nom.

## Travaux
- 1885 : Novaia-Zemlia’s Vegetation, særligt dens Phanerogamer. Dijmphna-Togtets zoologiske-botaniske udbytte
- 1891 : Contributions to the knowledge of the germination of some North American plant
- 1892 : Notes on the flowers of Anthoxanthum odoratum L.
- 1903 : Some new anatomical characters for certain Gramine
- 1906 : Commelinaceœ. Morphological and anatomical studies of the vegetative organs of some North and Central American species
- 1922 : Contributions to the morphology, synonymy, and geographical distribution of arctic plants
- 1923 : The vegetation of the alpine region of the Rocky Mountains in Colorado
- 1925 : Hibernation and Rejuvenation, Exemplified by North American Herbs, Vol. 9 (9): 439-476, Vol. 9 (10): 477-512.